# Dina: Butlerijanski džihad
Dina: Butlerijanski džihad znanstvenofantastični je roman Briana Herberta i Kevina J. Andersona čija se radnja odvija u izmišljenu univerzumu Dina Franka Herberta. U Sjedinjenim Američkim Državama objavljen je u rujnu 2002., a u Hrvatskoj je objavljen u ožujku 2003. Prva je knjiga u trilogiji prednastavaka Legende Dine, u kojoj je vrijeme radnje više od deset tisuća godina prije događaja u Dini, hvaljenu prvom romanu serijala iz 1965. Taj dio serijala govori o izmišljenu Butlerijanskom džihadu, borbi posljednjih slobodnih ljudi u svemiru protiv misaonih strojeva, nasilne i dominantne sile koju predvodi računalni um Omnius.
Roman je dosegao sedmo mjesto na popisu najprodavanijih knjiga The New York Timesa dva tjedna nakon objave.

## Sažetak
U romanu se pojavljuju likovi čije će obitelji poslije postati najvažnijima u serijalu: Atreidi, Corrini i Harkonneni. Serena Butler, kći potkralja Lige Plemića, potiče ljude na pobunu. Njezin ljubavnik Xavier Harkonnen vodi vojsku na Salusi Secundus, glavnom svijetu Lige Plemića. Na početku priče Xavier suzbija napad Omniusove vojske cymeha na planet. Cymehi su nekoć bili ljudi, ali su im mozgovi premješteni u konzervacijske spremnike koji se mogu nasaditi na različita zastrašujuća mehanička tijela, što im trajno produžuje život i čini ih gotovo nezaustavljivima. Prvih dvadeset cymeha (koji su se zvali Titanima) pokorilo je svemir okoristivši se time što su se ljudi oslanjali na strojeve i ovisili o njima, no te je Titane potom pokorio Omnius, oblik umjetne inteligencije koji su stvorili. Nastojeći zamijeniti ljudski kaos redom strojeva, Omnius je pokrenuo rat između strojeva i ljudi. Vorian Atreid sin je glavnog Titana Agamemnona (čije prezime Atreid potječe od Atrejevića iz drevnog grčkog epa Ilijada).
Za to vrijeme Čarobnice s Rossaka, matrijarhatski red, usavršavaju svoje razorne psihičke moći kojima se služe protiv strojeva te održavaju program uzgoja kojim nastoje stvoriti još moćnije telepate. Farmaceutski magnat Aurelius Venport uskoro će otkriti novu supstanciju, začin melange, a patuljasta genijalka Norma Cenva dolazi u službu poznatom izumitelju Tiju Holtzmanu.
Titan Barbarossa zarobljuje Serenu i ostavlja je pod nadzorom Erasmusa, robota koji pokušava potpuno shvatiti ljude kako bi ih misaoni strojevi potpuno nadvladali. Dok proučava ljude, često ih secira i muči u svojem zatvoru za robove. Serena se svidi Erasmusu, ali i mladu Vorianu Atreidu. Serena shvati da nosi Xavierovo dijete i potom rodi dječaka kojeg nazove Manion (po svojem ocu). Erasmus to doživi kao smetnju koja se zbila u nepovoljan trenutak te Sereni izvadi maternicu i pred očima joj ubije sina.
Taj događaj potakne sam džihad i mladi Manion ubrzo se proglašava prvim mučenikom, Manionom Nevinim. Vorian, saznavši za ubojstvo i shvativši da živi u zabludi kao povjerenik strojeva, izda svoje strojeve gospodare i pobjegne sa Serenom. Ubrzo im se pridruži Iblis Ginjo, još jedan povjerenik te predvodnik robova koji planira pobunu na Sinkroniziranoj Zemlji.
Prva pobjeda ljudi u Butlerijanskom džihadu postignuta je uništenjem Zemlje i Zemaljskog Omniusa atomicima. Iblis (sada Veliki patrijarh Džihada) i Serena (Svećenica Džihada) postaju vjerski vođe ljudske pobune, a Xavier i Vorian postaju generali u njoj. Okrutni Titani u očajničkom pokušaju oslobađanja od strojeva koji vladaju nad njima pokreću vlastiti tehno-mizantropski rat, a Omnius i Erasmus odlučno namjeravaju pokoriti i uništiti čovječanstvo za svagda.
Sporedna priča romana posvećena je zensunskom robu Ishmaelu, kojeg robovlasnici uhvate i odvedu na Poitrin. On i zenšijitski rob Aliid pokušavaju sabotirati jedan od Holtzmannovih eksperimenata. Na obojicu djeluje karizmatični robovlasnik Ben Moulay, koji potakne ustanak robova. Draguni lorda Nika Bludda suzbiju ustanak. Robovi dobiju oprost pod pritiskom rata s Omniusom, a Moulaya osakate i ubiju.
Na usamljenu pješčanom planetu poznatu kao Arrakis Selim Crvojahač, prognan iz svojeg plemena, vidi budućnost Šai-Huluda i odluči spasiti svojeg boga od onih koji bi htjeli prisvojiti začin.

## Likovi
- Serena Butler (221. – 164. P. C.)[a] – ambiciozna i inteligentna žena sa Saluse Secundus te zagovornica pobune ljudi. Kći je potkralja Lige Plemića Maniona Butlera i u romantičnu je odnosu s Xavierom Harkonnenom, vođom ljudskih snaga na Salusi Secundus. Nakon što je zarobe strojevi, trudna Serena pod nadzorom je misaonog stroja Erasmusa, koji joj ubije sina Maniona kojeg je začela s Xavierom. Taj događaj potakne pobunu ljudskih robova i naposljetku džihad protiv strojeva.[4] Serena postaje Svećenicom Džihada i jedna od vjerskih vođa ljudske pobune. Poslije umirovljenja svojeg oca postaje privremena potkraljica, ali je potom Patrijarh Iblis Ginjo pretvara u reprezentativnu figuru. Na kraju otputuje na Corrin, naoko kako bi pregovarala o miru, ali zapravo namjerava potaknuti Omniusa da je pretvori u mučenicu i natjera ljude umorne od rata da se bore u džihadu do pobjede.[5] Godine 108. P. C. Serena nakon smrti postaje ključna osoba u fanatičnom protutehnološkom Sereninu kultu koji je osnovala njezina prapranećakinja Rayna.[6]
- Xavier Harkonnen (223. – 164. P. C.) – mladi časnik koji organizira obranu od napada cymeha na Salusi Secundus. Udvara se Sereni Butler i s njom začne sina Maniona, no nakon što je otmu (i zaključi se da je mrtva), oženi se njezinom sestrom Octom. Xavier tako postane predak obitelji Corrino i Harkonnen. U Džihadu postaje Primero (general) s Vorianom Atreidom, koji mu je u početku bio suparnik u ljubavi prema Sereni Butler, a potom su postali dobri prijatelji. Na Xavierov se prijedlog nuklearnim napadom uništava Omniusova glavna utvrda na Zemlji.[4] Nakon što sazna za farme organa Iblisa Ginja, Xavier preuzme kontrolu nad njegovim svemirskom brodom i pošalje ga na planet Tlulax, gdje Ginjo umre. Pritom Xavier žrtvuje i svoj život, ali i svoju reputaciju u javnosti jer mase nisu znale za Ginjovu korumpiranost; tako je Ginjo proglašen mučenikom, a Xavier izdajicom. Većina Xavierovih potomaka zato se odriče prezimena Harkonnen i preuzima prezime Butler.[5]
- Vorian Atreid – ljudski kopilot na Putniku snova
- Iblis Ginjo (234.? – 164. P. C.) – karizmatični predvodnik robova na Zemlji
- Erasmus – misaoni stroj
- Agamemnon – general cymeha, jedan od Dvadeset Titana i Vorianov otac
- Norma Cenva – patuljasta matematička genijalka s Rossaka
- Tio Holtzman – genijalni izumitelj s Poritrina
- Selim – mladi prognanik s Arrakisa
- Zufa Cenva – moćna Čarobnica s Rossaka i majka Norme Cenve
- Ishmael – mladi zensunski rob s Harmonthepa
- Aurelius Venport – magnat s Rossaka i partner Zufe Cenve
- Omnius – kompjutorski sveum koji upravlja svim misaonim strojevima
- Bel Moulay – zenšijitski vjerski vođa i rob s IV Anbusa
- Tuk Keedair – robovlasnik i trgovac mesom s Tlulaxe
- Niko Bludd – lord Poritrina
- Brigit Paterson – inženjerka u Sereninoj ekipi komandosa
- Ajax – najokrutniji od Dvadeset Titana
- Juno – ženski cymeh, jedna od Dvadeset Titana i Agamemnonova ljubavnica
- Manion Butler – potkralj Lige Plemića i otac Serene Butler
- Heoma – moćna Čarobnica s Rossaka i jedna od učenica Zufe Cenve
- Dhartha – naib zensunskog plemena na Arrakisu
- Seurat – kapetan Putnika snova
- Mahmad – Dharthin sin
- Xerxes – Titan odgovoran za gubitak vlasti Titana
- Camio – Čarobnica s Rossaka i jedna od učenica Zunfe Cenve
- Aliid – mladi zenšijitski rob s Poritrina
- Eklo – kogitor sa Zemlje
- Aquim – čovjek koji se brinuo o Eklu